# Ben Eastman
Benjamin Bangs Eastman (Burlingame, 9 luglio 1911 – Hotchkiss, 6 ottobre 2002) è stato un velocista e mezzofondista statunitense, specializzato nei 400 e negli 800 metri piani.
Si laureò all'Università di Stanford nel 1933; l'anno prima prese parte ai Giochi olimpici di Los Angeles conquistando la medaglia d'argento nei 400 metri. Nel 1934 fu campione nazionale negli 800 metri.
Eastman fu uno dei tre americani in grado di conquistare il record del mondo sulle due distanze dei 400 e 800 metri.

## Palmarès
| Anno | Manifestazione  | Sede        | Evento          | Risultato | Prestazione | Note |
| ---- | --------------- | ----------- | --------------- | --------- | ----------- | ---- |
| 1932 | Giochi olimpici | Los Angeles | 400 metri piani | Argento   | 46"50       |      |

## Campionati nazionali
- 1 volta campione statunitense degli 800 metri piani (1934)